# Кубок СССР по лыжным гонкам 1988
XX-й Кубок СССР по лыжным гонкам проводился в Бакуриани Грузинской ССР с 23 по 28 января 1988 года. Соревнования проводились по шести дисциплинам — мужчины: гонки на 15 и 30 км (классический стиль), 50 км (свободный стиль), женщины: гонки на 5 и 10 км (классический стиль), 20 км (свободный стиль).

### Мужчины
|                | Золото                               | Серебро                       | Бронза                         |
| -------------- | ------------------------------------ | ----------------------------- | ------------------------------ |
| Гонка на 15 км | Прокуроров Владимир 45.44 Владимир   | Никитин Владимир +0.23 Ижевск | Батюк Александр +0.26 Чернигов |
| Гонка на 30 км | Смирнов Владимир 1:23/15 Алма-Ата    | Девятьяров Михаил +0.10 Пермь | Бурлаков Юрий +1.07 Хабаровск  |
| Гонка на 50 км | Прокуроров Владимир 2:19/03 Владимир | Девятьяров Михаил +1.13 Пермь | Бурлаков Юрий +3.21 Хабаровск  |

### Женщины
|                | Золото                                    | Серебро                                     | Бронза                                      |
| -------------- | ----------------------------------------- | ------------------------------------------- | ------------------------------------------- |
| Гонка на 5 км  | Сметанина Раиса 18.26 Сыктывкар           | Нагейкина Светлана +0.03 Московская область | Тихонова Тамара +0.03 Ижевск                |
| Гонка на 10 км | Венцене Вида 30.21 Вильнюс                | Тихонова Тамара +0.40 Ижевск                | Нагейкина Светлана +1.15 Московская область |
| Гонка на 20 км | Резцова Анфиса 1:01.33 Московская область | Гаврылюк Нина +0.20 Ленинград               | Сметанина Раиса +0.37 Сыктывкар             |